# Herzberg, Ostprignitz-Ruppin
Herzberg là một đô thị thuộc huyện Ostprignitz-Ruppin, bang Brandenburg, Đức. Đô thị Herzberg, Ostprignitz-Ruppin có diện tích 18,57 km², dân số thời điểm 31 tháng 12 năm 2006 là 667 người.